# Constantine Andreou
Constantine Andreou (São Paulo, 1917. március 24. – Athén, 2007. október 8.) görög származású brazil-francia festőművész és szobrász. Brazíliában született görög szülők gyermekeként, 1925-ben költöztek vissza Athénba. 1941-ben az ország megszállás alá került, családjával részt vett az ellenállásban. 1945-ben költözött Franciaországba.